# Cheilosia gigantea
Cheilosia gigantea là một loài ruồi trong họ Ruồi giả ong (Syrphidae). Loài này được Zetterstedt mô tả khoa học đầu tiên năm 1838. Cheilosia gigantea phân bố ở vùng Cổ Bắc giới